# WTA de Chicago
O WTA de Chicago – ou Chicago Fall Tennis Classic e WTA Chicago Women's Open, nas últimas edições – compreende torneios de tênis profissionais femininos, de nível WTA 500 e WTA 250, respectivamente.
Realizados em Chicago, no estado de Illinois, nos Estados Unidos, estrearam em 2021 e duraram uma edição cada. Na cidade, apenas como um evento, estreou nos anos 1970 e foi extinto em 1997. Os jogos eram disputados em quadras duras durante o mês de agosto.

## Finais

### Simples
| Ano                                     | Campeã              | Vice-campeã               | Resultado          |
| --------------------------------------- | ------------------- | ------------------------- | ------------------ |
| 2021 (CTFC)                             | Garbiñe Muguruza    | Ons Jabeur                | 3–6, 6–3, 6–0      |
| 2021 (WCWO)                             | Elina Svitolina     | Alizé Cornet              | 7–5, 6–4           |
| Torneio não realizado entre 2020 e 1998 |                     |                           |                    |
| 1997                                    | Lindsay Davenport   | Nathalie Tauziat          | 6–0, 7–5           |
| 1996                                    | Jana Novotná        | Jennifer Capriati         | 6–4, 3–6, 6–1      |
| 1995                                    | Magdalena Maleeva   | Lisa Raymond              | 7–5, 7–62          |
| 1994                                    | Natalia Zvereva     | Chanda Rubin              | 6–3, 7–5           |
| 1993                                    | Monica Seles        | Martina Navratilova       | 3–6, 3–2, 6–1      |
| 1992                                    | Martina Navratilova | Jana Novotná              | 7–64, 4–6, 7–5     |
| 1991                                    | Martina Navratilova | Zina Garrison-Jackson     | 6–1, 6–2           |
| 1990                                    | Martina Navratilova | Manuela Maleeva-Fragniere | 6–3, 6–2           |
| 1989                                    | Zina Garrison       | Larisa Savchenko          | 6–3, 2–6, 6–4      |
| 1988                                    | Martina Navratilova | Chris Evert               | 6–2, 6–2           |
| 1987                                    | Martina Navratilova | Natalia Zvereva           | 6–1, 6–2           |
| 1986                                    | Martina Navratilova | Hana Mandliková           | 7–5, 7–5           |
| 1985                                    | Bonnie Gadusek      | Kathy Rinaldi             | 6–1, 6–3           |
| 1984                                    | Pam Shriver         | Barbara Potter            | 7–64, 2–6, 6–3     |
| 1983                                    | Martina Navratilova | Andrea Jaeger             | 6–3, 6–2           |
| 1982                                    | Martina Navratilova | Wendy Turnbull            | 6–4, 6–1           |
| 1981                                    | Martina Navratilova | Hana Mandliková           | 6–4, 6–2           |
| 1980                                    | Martina Navratilova | Chris Evert-Lloyd         | 6–4, 6–4           |
| 1979                                    | Martina Navratilova | Tracy Austin              | 6–3, 6–4           |
| 1978                                    | Martina Navratilova | Evonne Goolagong          | (4–5)6–7, 6–2, 6–2 |
| 1977                                    | Chris Evert         | Margaret Court            | 6–1, 6–3           |
| 1976                                    | Evonne Cawley       | Virginia Wade             | 3–6, 6–3, 6–2      |
| 1975                                    | Margaret Court      | Martina Navratilova       | 6–3, 3–6, 6–2      |
| 1974                                    | Virginia Wade       | Rosemary Casals           | 2–6, 6–4, 6–4      |
| 1973                                    | Margaret Court      | Billie Jean King          | 6–2, 4–6, 6–4      |
| Torneio não realizado em 1972           |                     |                           |                    |
| 1971                                    | Françoise Dürr      | Billie Jean King          | 6–4, 6–2           |

### Duplas
| Ano                                     | Campeãs                              | Vice-campeãs                                   | Resultado          |
| --------------------------------------- | ------------------------------------ | ---------------------------------------------- | ------------------ |
| 2021 (CTFC)                             | Květa Peschke Andrea Petkovic        | Caroline Dolehide Coco Vandeweghe              | 6–3, 6–1           |
| 2021 (WCWO)                             | Nadiia Kichenok Raluca Olaru         | Lyudmyla Kichenok Makoto Ninomiya              | 7–66, 5–7, [10–8]  |
| Torneio não realizado entre 2020 e 1998 |                                      |                                                |                    |
| 1997                                    | Alexandra Fusai Nathalie Tauziat     | Lindsay Davenport Monica Seles                 | 6–3, 6–2           |
| 1996                                    | Lisa Raymond Rennae Stubbs           | Angela Lettiere Nana Miyagi                    | 6–1, 6–1           |
| 1995                                    | Gabriela Sabatini Brenda Schultz     | Marianne Werdel Witmeyer Tami Whitlinger Jones | 5–7, 7–64, 6–4     |
| 1994                                    | Gigi Fernández Natalia Zvereva       | Manon Bollegraf Martina Navratilova            | 6–3, 3–6, 6–4      |
| 1993                                    | Katrina Adams Zina Garrison-Jackson  | Amy Frazier Kimberly Po                        | 7–67, 6–3          |
| 1992                                    | Martina Navratilova Pam Shriver      | Katrina Adams Zina Garrison                    | 6–4, 7–67          |
| 1991                                    | Gigi Fernández Jana Novotná          | Martina Navratilova Pam Shriver                | 6–2, 6–4           |
| 1990                                    | Martina Navratilova Anne Smith       | Arantxa Sánchez Vicario Nathalie Tauziat       | 96–7, 6–4, 6–3     |
| 1989                                    | Larisa Savchenko Natalia Zvereva     | Jana Novotná Helena Suková                     | 6–3, 2–6, 6–3      |
| 1988                                    | Lori McNeil Betsy Nagelsen           | Larisa Savchenko Natalia Zvereva               | 6–4, 3–6, 6–4      |
| 1987                                    | Claudia Kohde-Kilsch Helena Suková   | Zina Garrison Lori McNeil                      | 6–4, 6–3           |
| 1986                                    | Claudia Kohde-Kilsch Helena Suková   | Steffi Graf Gabriela Sabatini                  | 56–7, 7–65, 6–3    |
| 1985                                    | Kathy Jordan Elizabeth Smylie        | Elise Burgin JoAnne Russell                    | 6–2, 6–2           |
| 1984                                    | Billie Jean King Sharon Walsh        | Barbara Potter Pam Shriver                     | 5–7, 6–3, 6–3      |
| 1983                                    | Martina Navratilova Pam Shriver      | Kathy Jordan Anne Smith                        | 6–1, 6–2           |
| 1982                                    | Martina Navratilova Pam Shriver      | Rosie Casals Wendy Turnbull                    | 7–5, 6–4           |
| 1981                                    | Martina Navratilova Pam Shriver      | Barbara Potter Sharon Walsh                    | 6–3, 6–1           |
| 1980                                    | Billie Jean King Martina Navratilova | Sylvia Hanika Kathy Jordan                     | 6–3, 6–4           |
| 1979                                    | Rosie Casals Betty Ann Stuart        | Ilana Kloss Greer Stevens                      | 3–6, 7–5, 7–5      |
| 1978                                    | Evonne Goolagong Betty Stöve         | Rosie Casals JoAnne Russell                    | 6–1, 6–4           |
| 1977                                    | Rosie Casals Chris Evert             | Margaret Court Betty Stöve                     | 6–3, 6–4           |
| 1976                                    | Olga Morozova Virginia Wade          | Evonne Cawley Martina Navratilova              | (4–5)6–7, 6–4, 6–4 |
| 1975                                    | Chris Evert Martina Navratilova      | Margaret Court Olga Morozova                   | 6–2, 7–65          |
| 1974                                    | Chris Evert Billie Jean King         | Françoise Dürr Betty Stöve                     | 3–6, 6–4, 6–4      |
| 1973                                    | Rosie Casals Billie Jean King        | Karen Krantzcke Betty Stöve                    | 6–4, 6–2           |
| Torneio não realizado em 1972           |                                      |                                                |                    |
| 1971                                    | Judy Dalton Françoise Dürr           | Billie Jean King Rosie Casals                  | 6–4, 7–6           |